# Rookie
Rookie (с англ. — «Новичок») — четвёртый мини-альбом южнокорейской гёрл-группы Red Velvet. Был выпущен 1 февраля 2017 года компанией SM Entertainment. Альбом содержит шесть треков, в том числе его ведущий одноимённый сингл.
Мини-альбом имел коммерческий успех, возглавив Gaon Album Chart и Billboard World Albums.

## Предпосылки и релиз
20 января 2017 года представитель SM Entertainment сообщил, что Red Velvet планируют вернуться в феврале. Четыре дня спустя первая партия тизеров была выпущена через официальный сайт SM Entertainment и их официальный аккаунт Instagram, с датой выпуска, показанной на одной из фотографий.
Участницы кратко обсудили свой предстоящий альбом, который, как выяснилось, является мини-альбомом, в приложении Naver V Live.
Альбом был выпущен физически в двух форматах: один — CD, а другой — Kihno kit. Каждый формат имеет пять различных версий обложки альбома, в каждой из которых фигурируют разные участницы.

## Композиции
Billboard описал заглавный трек «Rookie» как «поп-фанк-сингл, который использует нетрадиционную музыкальность Red Velvet, сочетая сдержанное пение и синтезаторные ритмы, прежде чем взорваться сладким припевом». Песня была написана Джамилем «Диги» Чаммасом, Левеном Кали, Сарой Форсберг, Карлом Пауэллом, Харрисоном Джонсоном, Расселом Стидлом, MZMC, Отой «Ваксин» Дэвис III и Таем Джаспером на слова Чо Юн Кён и была спродюсирована The Colleagues.
«Little Little» — это R&B поп-песня, написанная Гифти Данква и Брюсом Филдером и написанная JQ, Чо Мин Ян из Makeumine Works и Пак Сон Хи из Jam Factory. «Happily Ever After» — поп-танцевальный трек, написанный Себастьяном Лундбергом, Фредриком Хаггстамом, Йоханом Густафссоном, Кортни Вулси и Дизом на слова песни Carrot из Jam Factory. «Talk to Me» — песня в среднем темпе, написанная Кервенсом Мазиле, Аннализ Морелли, Алиной Смит и Матсом Имеллом и написанная Ли Сы-ран из Jam Factory. «Body Talk» — это R&B поп-песня, написанная Себастьяном Лундбергом, Фредриком Хаггстамом, Йоханом Густафссоном и Ильвой Димберг на слова Misfit и Чо Юн Кён. Последний трек «마지막 사랑 (Last Love)» — это соло участницы группы Венди в аранжировке Дона Спайка. Это ремейк романтической баллады Eco с их третьего альбома, который был выпущен в 1999 году.

## Промоушен
За несколько часов до выпуска музыкального видео и альбома группа появилась в прямом эфире через приложение Naver «V Live», где они продвигали и обсуждали альбом. Группа впервые исполнила песню на шоу KBS Music Bank 3 февраля 2017 года, а также появилась на Show! Music Core, Inkigayo и выступали на The Show, Show Champion и M Countdown на следующей неделе. Группа также появилась на шоу Arirang TV After School Club 7 февраля.

## Восприятие
| Оценки критиков | Оценки критиков |
| Источник        | Оценка          |
| --------------- | --------------- |
| IZM             | [ 7 ]           |
| The Star        | 8/10            |

Billboard назвал заглавный трек «Rookie» «причудливым, фанковым танцевальным треком с незабываемым хуком». В то время как Честер Чин из The Star думал, что «Rookie» был самым слабым треком альбома, он похвалил остальную часть альбома и отметил, что группа наконец нашла идеальный баланс между своим «красным» и «бархатным» звучанием, с чем, по его мнению, группа боролась. Он отметил, что это было правильное сочетание «сладкого и утонченного» с весёлыми поп-песнями и сердечными балладами альбома. Согласно The Korea Herald, песни Red Velvet известны тем, что «странные сначала, но интересные позже» и «Rookie» не является исключением. Idolator выбрал её как лучшую k-pop песню первой половины года. В 2017 году Billboard поставил «Body Talk» на 10 место в своём списке 40 лучших K-pop песен этого века с глубочайшим смыслом по версии Billboard.
Rookie занял первое место в Gaon Album Chart в выпуске чарта от 20 января — 4 февраля 2017 года. Заглавный трек также занял 4-е место в Gaon Singles Chart, а неделю спустя поднялся до 3-го места. Остальные пять треков альбома также попали в чарты. Альбом возглавил World Albums Billboard’а и занял 21-ю строчку в Heatseekers Album Chart. Группа выиграла свою первую награду на The Show 7 февраля, а позже выиграла на Show Champion, M Countdown, Music Bank и Inkigayo в течение двух недель подряд.

## Трек-лист
| №                   | Название                                 | Текст песни                                                | Музыка | Arrangement                                                                         | Длительность |
| ------------------- | ---------------------------------------- | ---------------------------------------------------------- | --- | ----------------------------------------------------------------------------------- | ------------ |
| 1.                  | «Rookie»                                 | Jo Yoon-kyung                                              | Jamil `Digi` Chammas Leven Kali Sara Forsberg Karl Powell Harrison Johnson Russell Steedle MZMC Otha `Vakseen` Davis III Tay Jasper | The Colleagues Jamil 'Digi' Chammas                                                 | 3:17         |
| 2.                  | «Little Little»                          | JQ Jo Min-yang(makeumine works) Park Sung-hee(Jam Factory) | Gifty Dankwah Bruce Fielder | Gifty Dankwah Bruce Fielder                                                         | 3:59         |
| 3.                  | «Happily Ever After»                     | 송캐럿 (Jam Factory)                                       | Sebastian Lundberg Fredrik Haggstam Johan Gustafsson Courtney Woolsey Deez                                                          | Sebastian Lundberg Fredrik Haggstam Johan Gustafsson Courtney Woolsey Deez          | 3:21         |
| 4.                  | «Talk to Me»                             | Lee Seu-ran (Jam Factory)                                  | Kervens Mazile Annalise Morelli Alina Smith Mats Ymell Vicente Castro Justin Matias                                                 | Kervens Mazile Annalise Morelli Alina Smith Mats Ymell Vicente Castro Justin Matias | 3:32         |
| 5.                  | «Body Talk»                              | Misfit Jo Yoon-kyung                                       | Sebastian Lundberg Fredrik Haggstam Johan Gustafsson Ylva.Dimberg                                                                   | Sebastian Lundberg Fredrik Haggstam Johan Gustafsson Ylva.Dimberg                   | 3:39         |
| 6.                  | «마지막 사랑 (Last Love)» (Wendy's solo) | Lee Hyun-kyu                                               | Park Geun-tae | Don Spike                                                                           | 4:54         |
| Общая длительность: | Общая длительность:                      | Общая длительность:                                        | Общая длительность: | Общая длительность:                                                                 | 22:46        |

## Чарты
| Чарт (2017)                       | Высшая позиция |
| --------------------------------- | -------------- |
| Japanese Albums (Oricon)          | 43             |
| South Korean Albums (Gaon)        | 1              |
| US World Albums (Billboard)       | 1              |
| US Heatseekers Albums (Billboard) | 21             |

| Чарт (2017)                | Высшая позиция |
| -------------------------- | -------------- |
| South Korean Albums (Gaon) | 4              |